# Timalchaca
El pueblo de Timalchaca se ubica cerca de la quebrada de Guaillane, a 123,96 km al sureste de Arica y a 134 km de Putre, a una altitud de 4.200 m s. n. m. Es un pueblo santuario por lo que es el área de pastoreo perteneciente a Tignamar, en las nacientes del valle de Azapa. Este poblado se ubica en el corazón de la precordillera y forma parte del extenso territorio de la comunidad de Tignamar, que alcanza las nacientes de las quebradas que alimentan el río Tignamar, en los bordes del altiplano. Este ha sido el lugar elegido por la comunidad entre las altas cumbres para honrar a la Madre, la Virgen de los Remedios y levantar el Santuario Andino. Suaves lomajes, el Cerro Marqués y pequeños cañones de rocas volcánicas labradas por el viento y el agua completan un paisaje único. Esta tierra, desde tiempos muy antiguos, ha sido una estancia de la comunidad siempre vinculada con la vida ganadera y de pastoreo en torno a los camélidos. Primero, cuando grupos humanos con un modo de vida cazador y recolector se alimentaban de guanacos y vicuñas, y más tarde, llamas y alpacas ocuparon un lugar central, no solo por su carne y fibra de lana, sino que también por su capacidad carguera. Aunque en el sector no existen reportes sobre la ocupación humana previa a la construcción del templo, algunos elementos dan ciertas pistas sobre su pasado. En los alrededores del poblado, junto al bofedal, existen evidencias de instrumentos de piedra que dan cuenta de la presencia humana en tiempos previos a la conquista hispana. Posiblemente, el área fue visitada ocasionalmente durante varios siglos en búsqueda de presas o bien para el pastoreo de tropas de ganado camélido. En tiempos de la Colonia las prácticas de pastoreo se mantuvieron, siendo especialmente registradas durante el siglo XIX. Previo a la Guerra del Pacífico (1879-1884) existía una población productiva que vivía en la precordillera, y que corresponde a los ancestros de los actuales habitantes de Arica.

## Cultura
La actividad más destacada es:
- 21 de noviembre: Festividad Virgen de los Remedios de Timalchaca.